# Episodi di Duel Masters King
Duel Masters King (デュエル・マスターズ キング?, Dyueru Masutāzu Kingu) è stato trasmesso in Giappone dal 5 aprile 2020 al 28 marzo 2021 su TV Tokyo per un totale di 47 episodi. La sigla d'apertura è Kinkira KING (lett. "Kinkira RE") cantata da Hayabusa mentre quelle di chiusura sono Tomodachi dakara (lett. "Così amici") di Serena Kozuki (ep. 1-9) e Hyakka Ryoran kokoro Moyo (lett. "Cento fiori nel cuore Ryoran Moyo") di WAWAWA (ep. 10-47).

Il logo della serie

Questa stagione è il quarto arco narrativo a presentare il viaggio di Joe Kirifuda. Joe ora frequenta la quinta elementare e si ritrova in classe con i suoi amici e rivali Kira e Cap. Tuttavia la pace è destinata a durare ancora per poco, in quanto il duellante "più terrificante", Abaku Onifuda, si presenta sulla scena affermando di essere il re del regno di Onifuda ed improvvisamente appare una misteriosa torre che trafigge il cielo. Così Abaku annuncia a tutti che terrà un torneo di Duel Masters che deciderà chi sarà il miglior duellante in circolazione. La competizione si disputa nella città in cui vive Joe, dove si presentano numerosi sfidanti provenienti da tutto il mondo. L'ambizioso torneo inizia ma il vero scopo di Abaku rimane avvolto nel mistero.

## Lista episodi
| Nº | Titolo italiano (traduzione letterale) Giapponese 「Kanji」 - Rōmaji | In onda           | In onda |
| Nº | Titolo italiano (traduzione letterale) Giapponese 「Kanji」 - Rōmaji | Giapponese        |         |
| 1  | Improvvisamente scioccante! Il demone è caduto in città! 「いきなりショッキング！ 鬼が街に降ってきたぁ！」 - Ikinari shokkingu! Oni ga machi ni futte kita!                                                                                        | 5 aprile 2020     |         |
| 2  | Appare il King dei demoni!? Inizia il match del King dei duelli! 「鬼のキング登場！？キング・オブ・デュエマッチ開幕！」 - Oni no Kingu tōjō!? Kingu obu dyueru matchi kaimaku!                                                                     | 12 aprile 2020    |         |
| 3  | La mia giustizia è Kirame King! La battaglia tra Kira e Abak! 「オレの正義がキラめキング！ キラとアバクの闘いぃ！」 - Ore no seigi ga Kirame Kingu! Kira to Abaku no tatakai!                                                                      | 19 aprile 2020    |         |
| 4  | L'entusiasmante King delle truffe! Invia il team di detective della pesca! 「詐欺にドキドキング！ モモダチ探偵団出動せよぉ！」 - Sagi ni dokido Kingu! Momodachi tantei-dan shutsudō seyo!                                                         | 26 aprile 2020    |         |
| 5  | Ikaros è un ribassista! Fai attenzione alla misteriosa motosega! 「イカロソくんは弱気ング！ 謎のチェーンソー男に気をつけろぉ！」 - Ikaroso-kun wa yowaki ngu! Nazo no chēnsō otoko ni kiwotsukero!                                                 | 31 maggio 2020    |         |
| 6  | Emozionante con 5 volte i punti! L'ottimo rimborso della gru! 「ポイント５倍でウキウキング！ ツルの恩返し大作戦！」 - Pointo 5-bai de ukiukingu! Tsuru no ongaeshi dai sakusen!                                                                    | 7 giugno 2020     |         |
| 7  | L'alba dal cielo in un'escursione! Lo strano gallo e l'uomo di drago! 「ハイキングで空からドーン！ 変なコックとドラゴンの卵ぉ！」 - Haikingu de sora kara dōn! Hen'na kokku to doragon no tamago!                                                  | 14 giugno 2020    |         |
| 8  | Cap, fai diventare King Max! Sfida le prove del leone d'acqua! 「キャップ、やるキングマックス！ 水獅子の試練に挑めぇ！」 - Kyappu, yaru Kingu Makkusu! Mizu shishi no shiren ni nozome!                                                            | 21 giugno 2020    |         |
| 9  | Gioca con King! La strada di Kira per diventare King Master! 「キングと勝負しまくり！ キラのキングマスターへの道ぃ！」 - Kingu to shōbu shi makuri! Kira no Kingu Masutā e no michi!                                                               | 28 giugno 2020    |         |
| 10 | La regina è rialzista! Crea una carta vincente straordinaria! 「女王様は強気ング！ アメージングな切札を作れぇ！」 - Joō-sama wa tsuyoki ngu! Amējinguna kirifuda o tsukure!                                                                        | 5 luglio 2020     |         |
| 11 | Il lamento di tre compagni! Otteniamo il nostro ramen! 「お供の３匹、嘆きング！ オレたちのラーメンを手に入れろぉ！」 - Otomo no 3-biki, nageki ngu! Ore-tachi no rāmen o te ni irero!                                                              | 12 luglio 2020    |         |
| 12 | SOS, il King volante di carta! Infiltrati nella misteriosa MOMO Town! 「ＳＯＳ、紙飛行キング！ ナゾのＭＯＭＯタウンに潜入ぅ！」 - EsuŌEsu, -shi hikō Kingu! Nazo no MOMO Taun ni sen'nyū!                                                          | 19 luglio 2020    |         |
| 13 | Mira al gioco King! Sconfiggi il grande re demone del castello di MOMO Town! 「めざせゲームキング！ ＭＯＭＯタウン城の大魔王を倒せぇ！」 - Mezase Gēmu Kingu! MOMO Taun-jō no dai maō o taose!                                                     | 26 luglio 2020    |         |
| 14 | King immortale! La minaccia di Gigandidanos! 「不死樹のキング！ ギガンディダノスの脅威ぃ！」 - Fushi-ju no Kingu! Gigandidanosu no kyōi! | 2 agosto 2020     |         |
| 15 | L'abilità di King!? Il debutto del duello martellante di Momo-chan!? 「実力はキング級！？ ももちゃんのドキドキデュエマデビュー！？」 - Jitsuryoku wa Kingu-kyū!? Momo-chan no dokidoki dyueru debyū!?                                              | 9 agosto 2020     |         |
| 16 | Ho trovato un nemico forte!? L'obiettivo è una casa con una pentola! 「強敵ングを探せ！？ めざせ、ポツンとある一軒家ぁ！」 - Kyōteki ngu o sagase!? Mezase, potsun to aru ikken'ya!                                                                | 16 agosto 2020    |         |
| 17 | Il King inutile alla fine dell'estate! Raccogli i punti anima! 「夏の終わりのダメキング！ 魂ポイントをかき集めろぉ！」 - Natsu no owari no dame Kingu! Tamashī Pointo o kakiatsumero!                                                              | 23 agosto 2020    |         |
| 18 | Invito dall'Oni King! La festa dei duellanti di Oni Tsuyo! 「鬼キングからの招待状！ 鬼ツヨデュエリストたちの宴ぇ！」 - Oni Kingu kara no Jō taijō! Oni Tsuyo dyuerisuto-tachi no utage!                                                            | 30 agosto 2020    |         |
| 19 | Il vero incontro decisionale del King del torneo! Il principe sorridente contro il duellante nero! 「真のトーナメントキング決定戦！ スマイル王子ｖｓ黒きデュエリストぉ！」 - Shin no Tōnamento Kingu kettei-sen! Sumairu ōji vs kuroki dyuerisuto! | 6 settembre 2020  |         |
| 20 | Appare una bellezza scioccante! Il nome è bellissimo! 「ショッキングビューティー現る！ その名は美しきチョウキぃ！」 - Shokkingu Byūtī genru! Sononaha utsukushiki chouki!                                                                          | 13 settembre 2020 |         |
| 21 | Appare il King combattente più forte! Il suo nome è Gorigori Saiki! 「最強格闘キング現る！ その名はゴリゴリのサイキぃ！」 - Saikyō kakutō Kingu genru! Sononaha Gorigori no Saiki!                                                                 | 20 settembre 2020 |         |
| 22 | Appare il campo di battaglia Osio King! Il suo nome è Koki della vendetta! 「戦場のオシオキング現る！ その名は復讐のコウキぃ！」 - Senjō no Oshio Kingu Genru! Sononaha fukushū no kōki!                                                           | 27 settembre 2020 |         |
| 23 | Controllo anche Abaku! Il duellante delle carte nere, di nuovo! 「アバクもチェッキング！ 黒いカードのデュエリスト、再びぃ！」 - Abaku mo Chekkingu! Kuroi kādo no dyuerisuto, sai byi!                                                             | 4 ottobre 2020    |         |
| 24 | Il figlio del re oscuro!? Il piano nero di Zero Junior! 「闇キングの息子！？ ゼーロジュニアの黒き企みぃ！」 - Yami kingu no musuko!? Zēro Junia no kuroki takurami!                                                                                | 11 ottobre 2020   |         |
| 25 | Leggenda 5, motivata! Se potessimo essere i protagonisti! 「レジェンド５、やる気ング！ 俺達がもしも主役になれたならぁ！」 - Rejendo 5, yaru Kingu! Oretachi ga moshimo shuyaku ni naretanara!                                                      | 18 ottobre 2020   |         |
| 26 | Sconfiggi i demoni senza giustizia! La battaglia decisiva per la vetta di Abaku e Joe! 「仁義なきング鬼退治！ アバクとジョーの頂上決戦！」 - Jingi naki ngu oni taiji! Abaku to Jō no chōjō kessen!                                                | 25 ottobre 2020   |         |
| 27 | Qual è il re imbattuto!? Dai una possibilità per il conto demoniaco Abaku! 「無敗のキングはどっちだ！？ 鬼札アバクの隙をつけぇ！」 - Muhai no Kingu wa dotchida!? Onifuda Abaku no suki o tsuke!                                                   | 1º novembre 2020  |         |
| 28 | Vendetta ravvivata! Ottieni la possibilità di rivivere! 「リベンジ再起ング！ 復活のチャンスを掴めぇ！」 - Ribenji saiki ngu! Fukkatsu no Chansu o tsukame!                                                                                         | 8 novembre 2020   |         |
| 29 | Re di Onitube!? Il video del duello di Kajisak! 「オニチューブのキング！？ カジサックのデュエマ動画ぁ！」 - Onichūbu no Kingu!? Kajisakku no dyueru dōga!                                                                                          | 15 novembre 2020  |         |
| 30 | Ruba dalla cima della classifica! Il segreto della forza e dei quattro tesori! 「ランキング上位から盗み出せ！ 強さの秘密と４つの秘宝！」 - Rankingu jōi kara nusumidase! Tsuyo-sa no himitsu to 4-tsu no hihō!                                     | 22 novembre 2020  |         |
| 31 | Mosse speciali! Supera le prove degli anziani! 「必殺技メイキング！ 大長老の試練を乗り越えろぉ！」 - Hissawwaza meikingu! Dai chōrō no shiren o norikoero!                                                                                         | 29 novembre 2020  |         |
| 32 | Team Kirifuda, in aumento! Creiamo una rivoluzione di Kirifuda! 「チーム切札、決起ング！ 切札革命を巻き起こせぇ！」 - Chīmu Kirifuda, kekkingu! Kirifuda kakumei o makiokose!                                                                      | 6 dicembre 2020   |         |
| 33 | Prenotazione per l'amore! Allega Joe, Tomomochi! 「ラブラブブッキング！ ジョーとももちゃんをくっつけろぉ！」 - Raburabu bukkingu! Jō Tomomochi~yan wo kutsukero!                                                                                   | 13 dicembre 2020  |         |
| 34 | Re sfortunato!? La buona strategia della fortuna di Joe! 「アンラッキーキング！？ ジョーの開運大作戦！」 - Anrakkī Kingu!? Jō no kaiun dai sakusen!                                                                                                | 20 dicembre 2020  |         |
| 35 | Motivato come una squadra! L'avamposto della battaglia della torre dei demoni! 「チームでやる気ング！ 鬼タワーの前哨戦！」 - Chīmu de yaru Kingu! Oni Tawā no zenshōsen!                                                                           | 27 dicembre 2020  |         |
| 36 | Apri la porta del destino del re! Inizia la sfida finale della torre! 「運命の扉を開キング！ ファイナルタワーチャレンジはじまるぅ！」 - Unmei no tobira o hiraki Kingu! Fainaru Tawā Charenji waji maru!                                           | 10 gennaio 2021   |         |
| 37 | Punta alla spinta veloce del re! La battaglia tra giustizia e vendetta! 「早押しキングを目指せ！ 正義と復讐の闘いぃ！」 - Haya oshi Kingu o mezase! Seigi to fukushū no tatakai!                                                                   | 17 gennaio 2021   |         |
| 38 | Svela il codice del re! Ricevi il regalo da Abaku! 「暗号をナゾ解キング！ アバクからの贈り物をゲットせよぉ！」 - Angō o nazo kai Kingu! Abaku kara no okurimono o getto seyo!                                                                      | 24 gennaio 2021   |         |
| 39 | Hackera la torre demoniaca! Infiltrati nella torre di Momo! 「鬼タワーをハッキング！ ももタワーに潜入せよぉ！」 - Oni Tawā o Hakkingu! Momo Tawā ni sen'nyū seyo!                                                                                  | 31 gennaio 2021   |         |
| 40 | Stimolazione intensa di Cap! Battaglia decisiva per la cima della torre finale! 「キャップにキョーレツ刺激ング！ ファイナルタワー頂上決戦！」 - Kyappu ni kyōretsu shigekingu! Fainaru Tawā chōjō kessen!                                          | 7 febbraio 2021   |         |
| 41 | Il re attraverso la giustizia del demone! Kira in fuga VS Zero Junior! 「鬼の正義をつらぬキング！ 暴走キラVSゼーロジュニアぁ！」 - Oni no seigi o tsuranu Kingu! Bōsō Kira VS Zēro Junia!                                                          | 14 febbraio 2021  |         |
| 42 | Inaspettato forte nemico Ng! L'oni Connie e una grande rissa rabbiosa! 「思わぬ強敵ング！？ 鬼コニー、怒りの大乱闘ぉ！」 - Omowanu kyōteki Ngu!? Oni Konī, ikari no dai rantō!                                                                     | 21 febbraio 2021  |         |
| 43 | Gorilla ambulante! Sconfiggi i primati più forti con un duello! 「ウォーキングゴリラ！ 霊長類最強をデュエマで倒せぇ！」 - Uōkin Gugorira! Reichō-rui saikyō o dyueru de taose!                                                                     | 28 febbraio 2021  |         |
| 44 | Ramen Cooking!? Scherzi a parte, i cattivi amici del demone si confrontano! 「ラーメンクッキング！？ マジで鬼バッドな友だち対決ぅ！」 - Rāmen Kukkingu!? Majide oni baddona tomodachi taiketsu!                                                    | 7 marzo 2021      |         |
| 45 | Rottura della memoria! Bolts! Ricorda tutto! 「記憶ブレイキング！ ボルツよ！ 全てを思い出せぇ！」 - Kioku Bureikingu! Borutsu yo! Subete o omoidase!                                                                                               | 14 marzo 2021     |         |
| 46 | Il match finale del re del duello! Sfida il re demone Abaku! 「キング・オブ・デュエマッチ決勝！ 鬼王アバクに挑めぇ！」 - Kingu Obu Dyeru Matchi kesshō! Onio Abaku ni nozome!                                                                      | 21 marzo 2021     |         |
| 47 | Battaglia super decisiva! Joe vs Abaku! Decidiamo il vero re! 「超決戦！ ジョーｖｓアバク！ 真のキングを決めようやぁ！」 - Chō kessen! Jō vs Abaku! Shin no Kingu o kimeyou ya!                                                                    | 28 marzo 2021     |         |